# أكاديمية بريرا
أكاديمية الفنون الجميلة ببريرا (بالإيطالية: Accademia di Belle Arti di Brera) هي أكاديمية عامة من الدرجة الثالثة للفنون الجميلة في ميلانو، إيطاليا. ترتبط وتشترك في المبنأ مع Pinacoteca di Brera، متحف ميلانو الرئيسي العام للفن. في عام 2010، تم توقيع اتفاقية لنقل الأكاديمية إلى ثكنات عسكرية سابقة، Caserma Magenta في via Mascheroni، لكن هذه الخطوة لم تكن قد حدثت في أوائل عام 2017.

## تاريخ
تأسست الأكاديمية في عام 1776 من قبل ماريا تيريزا من النمسا. بأسلوب التنوير النموذجي، تشترك في مباني مع مؤسسات ثقافية وعلمية أخرى - المرصد الفلكي، و Orto Botanico di Brera، و Scuole Palatine للفلسفة والقانون، و Gymnasium، ومختبرات الفيزياء والكيمياء، و Biblioteca di Brera، والمجتمع الزراعي ومن عام 1806، Pinacoteca di Brera أو معرض فني. كانت هذه المنازل موجودة في قصر بريرا، الذي بُني في عام 1615 تقريبًا لتصميمات من قبل فرانشيسكو ماريا ريتشيني، وحتى قمع اليسوعيين في 1773 كانت كلية يسوعية.

## الأكاديمية
تتكون الأكاديمية من ثلاثة أقسام: قسم الفنون التشكيلية، مع دورات في الفنون الزخرفية، والفن التصويري، والرسم والنحت. قسم التصميم والفن التطبيقي، الذي لديه دورات في ترميم الفن والتصميم للأعمال والتكنولوجيات الجديدة للفن والتصميم الرائع؛ وقسم الاتصال والتعليم في الفن، مع دورات في الحفاظ على التراث الثقافي ودراسة الفنون.

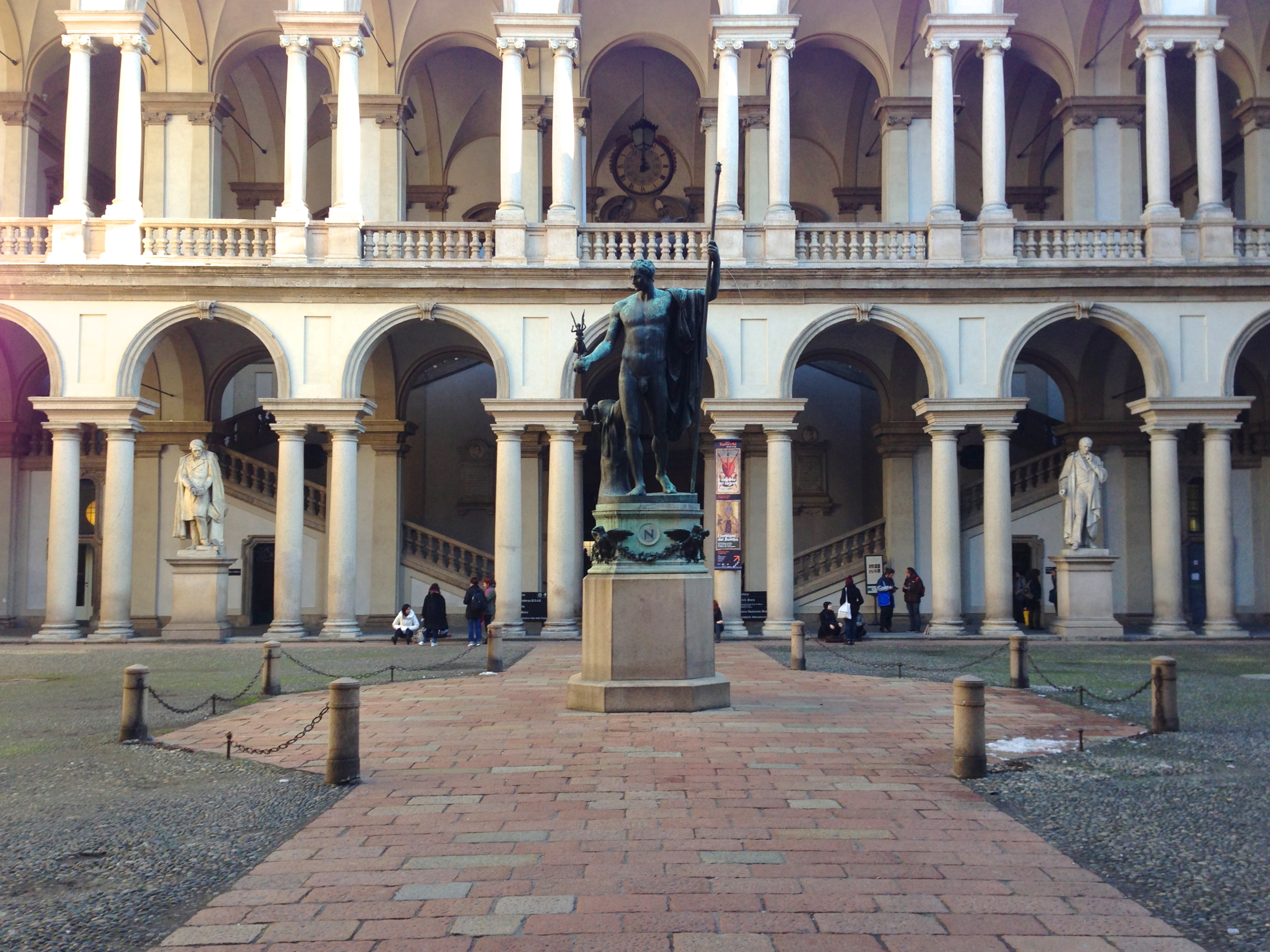
الفناء ، مع نسخة برونزية من تمثال أنطونيو كانوفا لنابليون.